# Philipp Avril
Philipp Avril (* 9. Mai 1866 in Dürkheim; † nach 1915) war ein deutscher Architekt, der vorwiegend in München wirkte. Zu seinen Bauten gehört aber auch die Villa Schönleiten in Bayerisch Gmain. Er war Mitglied im Bund Deutscher Architekten (BDA).

## Bauten

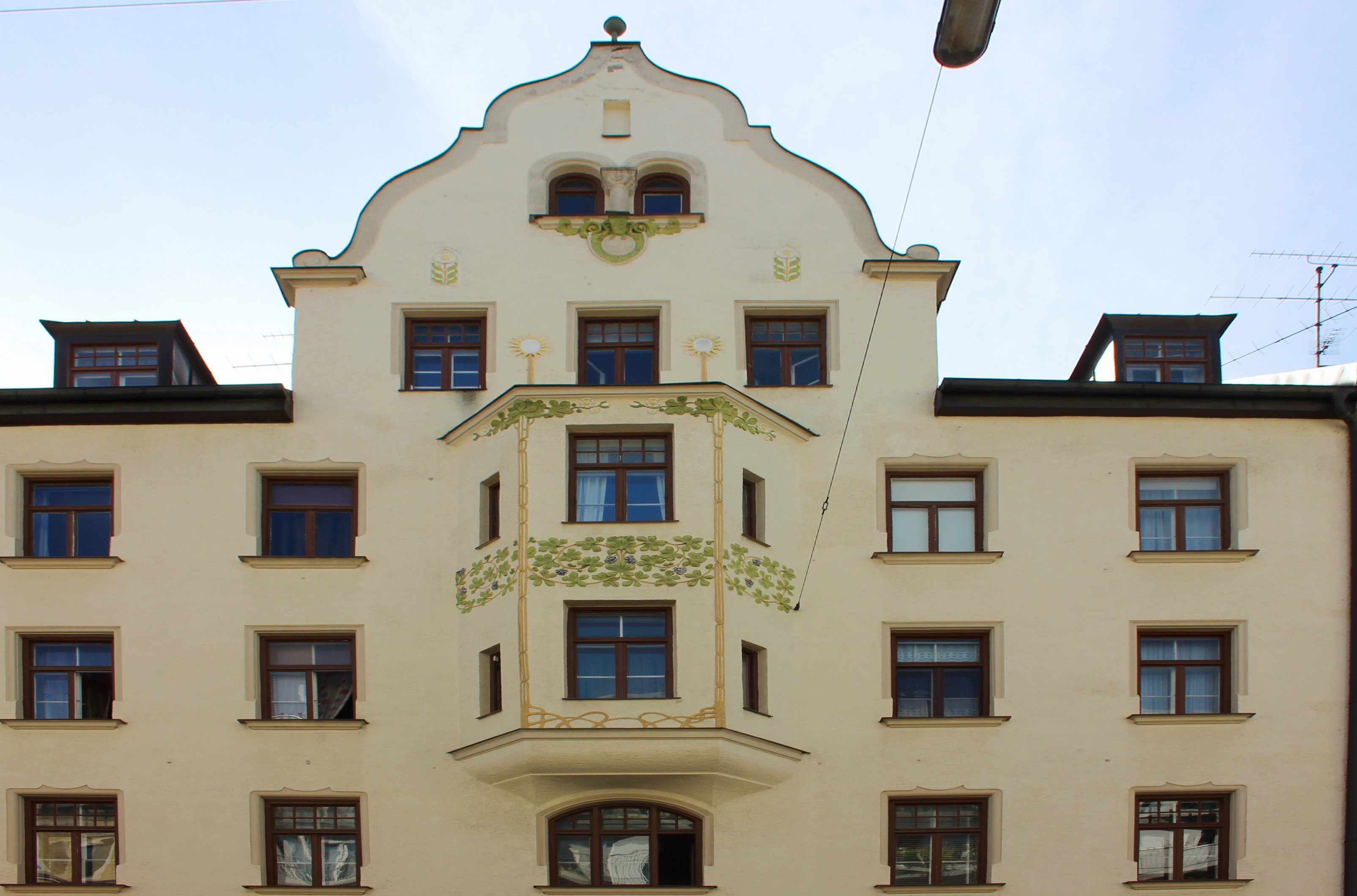
Fassade des Wohnhauses Alramstraße 23 in München

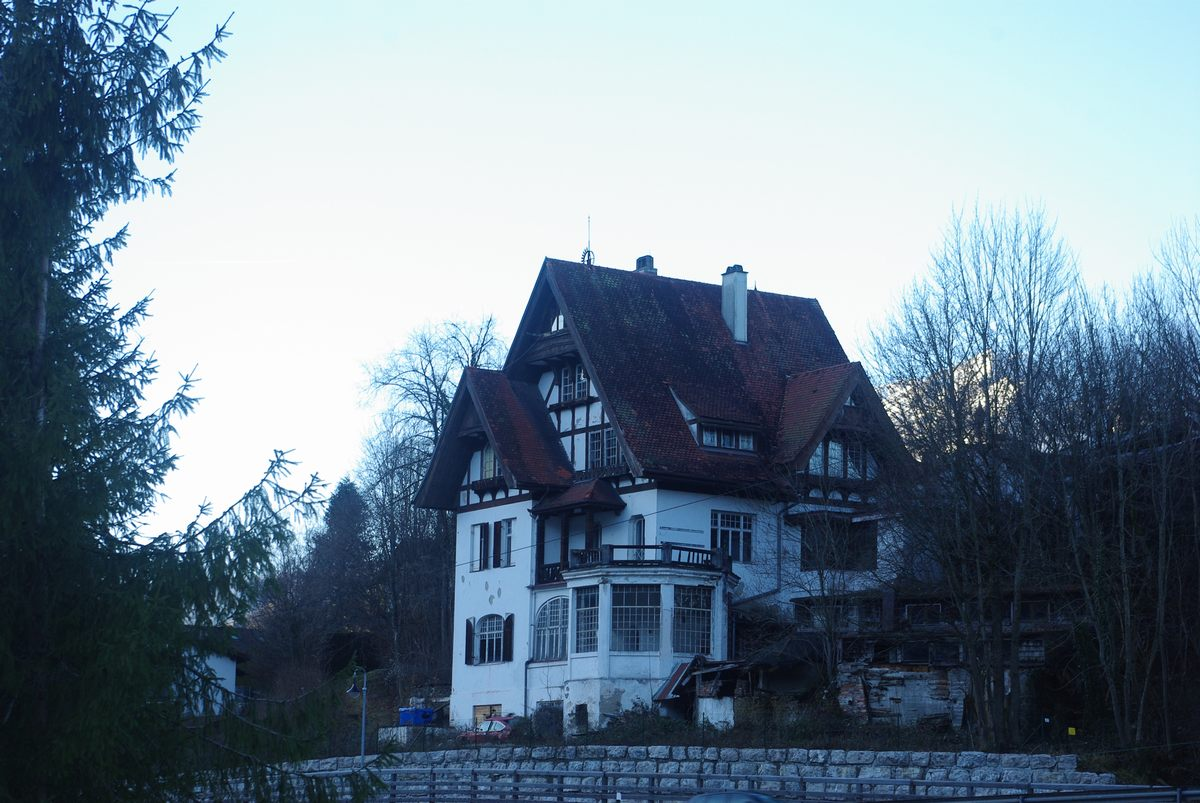
Villa Schönleiten in Bayerisch Gmain

- 1901: Mehrfamilienwohnhaus Westendstraße 136 in München (denkmalgeschützt)[3]
- 1901: Mehrfamilienwohnhaus Westendstraße 138 in München (denkmalgeschützt)[4]
- 1902: Mehrfamilienwohnhaus Lindenschmitstraße 31 in München (denkmalgeschützt)[5]
- 1903: Mehrfamilienwohnhaus Aberlestraße 16 in München (denkmalgeschützt)[6]
- 1903: Mehrfamilienwohnhaus Alramstraße 21 in München (denkmalgeschützt)[7]
- 1903: Mehrfamilienwohnhaus Alramstraße 23 in München (denkmalgeschützt)[8]
- 1903: Mehrfamilienwohnhaus Alramstraße 25 in München (denkmalgeschützt)[9]
- 1904: Mehrfamilienwohnhaus Alramstraße 19 in München (denkmalgeschützt)[10]
- 1905: Villa Schönleiten in Bayerisch Gmain (denkmalgeschützt)[2]

## Rezeption
Die von ihm geplante Villa in Bayerisch Gmain bewertet das Bayerische Landesamt für Denkmalpflege als Unikat. Das Haus sei ein „charakteristisches Motiv auf historischen Ansichtskarten der Gemeinde“, ihm kommt ein hohes Maß an architekturgeschichtlicher Bedeutung zu. Für die Region hat die Villa, die sich neben regionalen Anleihen an der englischen Landhausarchitektur orientiert und eine Schnittstelle zwischen historisierender Formensprache und einer frühen Moderne bildet und so eher in den Metropolen damaliger Zeit zu finden wäre, „Seltenheitswert“.